# Бера, Жан
Жан Мари́ Бера́ (фр. Jean Marie Behra, 16 февраля 1921 — 1 августа 1959) — французский автогонщик, в 1951—1959 годах был пилотом «Формулы-1». В сезоне 1956 года занял 4-е место, выступая за заводскую команду «Мазерати». Погиб в гонке поддержки перед Гран-при Германии 1959 года.

## Результаты в Формуле-1
| Легенда к таблице |                                                                    |
| --- | ------------------------------------------------------------------ |
| В таблице перечислены результаты всех Гран-при Формулы-1, в которых принимал участие гонщик. Строками таблицы являются сезоны, столбцами — этапы чемпионата мира. В каждой клетке указаны сокращённое название этапа и результат, дополнительно обозначенный цветом. Расшифровка обозначений и цветов представлена в нижеследующей таблице. |                                                                    |
| \| Пример \| Описание \| \| ------------ \| ------------------------------------------------------------------ \| \| 1 \| Победитель \| \| 2 \| Второе место \| \| 3 \| Третье место \| \| 5 \| Финишировал, заработав очки \| \| Сход \| Не финишировал, но при этом заработал очки \| \| 12 \| Финишировал, не получив очков \| \| НКЛ \| Финишировал, но не попал в финальную классификацию \| \| 15 \| Участвовал вне зачёта, либо по отдельной классификации \| \| 18 \| Не финишировал, но попал в финальную классификацию \| \| Сход \| Не финишировал \| \| НКВ \| Не прошёл квалификацию \| \| НПКВ \| Не прошёл предквалификацию \| \| ДСК \| Дисквалифицирован \| \| ИСК \| Исключён из протокола соревнований \| \| ТТ \| Заявлен для участия только в тренировках \| \| НС \| Участвовал в квалификации, но не стартовал в гонке \| \| Т \| Травмирован или болен \| \| ОТК \| Отказ от участия \| \| НТР \| Прибыл на соревнования, но на трассу не выезжал \| \| НПР \| Был заявлен в числе участников, но не прибыл к началу соревнований \| \| О \| Соревнования отменены \| \| \| Не участвовал \| \| Поул-позиция \| \| \| Быстрый круг \| \| |                                                                    |
| Пример | Описание                                                           |
| 1 | Победитель                                                         |
| 2 | Второе место                                                       |
| 3 | Третье место                                                       |
| 5 | Финишировал, заработав очки                                        |
| Сход | Не финишировал, но при этом заработал очки                         |
| 12 | Финишировал, не получив очков                                      |
| НКЛ | Финишировал, но не попал в финальную классификацию                 |
| 15 | Участвовал вне зачёта, либо по отдельной классификации             |
| 18 | Не финишировал, но попал в финальную классификацию                 |
| Сход | Не финишировал                                                     |
| НКВ | Не прошёл квалификацию                                             |
| НПКВ | Не прошёл предквалификацию                                         |
| ДСК | Дисквалифицирован                                                  |
| ИСК | Исключён из протокола соревнований                                 |
| ТТ | Заявлен для участия только в тренировках                           |
| НС | Участвовал в квалификации, но не стартовал в гонке                 |
| Т | Травмирован или болен                                              |
| ОТК | Отказ от участия                                                   |
| НТР | Прибыл на соревнования, но на трассу не выезжал                    |
| НПР | Был заявлен в числе участников, но не прибыл к началу соревнований |
| О | Соревнования отменены                                              |
| | Не участвовал                                                      |
| Поул-позиция |                                                                    |
| Быстрый круг |                                                                    |

| Сезон | Команда                   | Шасси                     | Двигатель             | Ш | 1        | 2        | 3        | 4        | 5        | 6        | 7        | 8        | 9        | 10       | 11       | Место | Очки |
| ----- | ------------------------- | ------------------------- | --------------------- | - | -------- | -------- | -------- | -------- | -------- | -------- | -------- | -------- | -------- | -------- | -------- | ----- | ---- |
| 1951  | Equipe Gordini            | Simca-Gordini T15         | Gordini 1,5 L4S       | Е | ШВА      | 500      | БЕЛ      | ФРА      | ВЕЛ      | ГЕР      | ИТА Сход | ИСП      |          |          |          | —     | 0    |
| 1952  | Equipe Gordini            | Gordini T16               | Gordini 2,0 L6        | Е | ШВА 3    | 500      | БЕЛ Сход | ФРА 7    | ВЕЛ      | ГЕР 5    | НИД Сход | ИТА Сход |          |          |          | 11    | 6    |
| 1953  | Equipe Gordini            | Gordini T16               | Gordini 2,0 L6        | Е | АРГ 6    | 500      | НИД      | БЕЛ Сход | ФРА 10   | ВЕЛ Сход | ГЕР Сход | ШВА Сход | ИТА      |          |          | —     | 0    |
| 1954  | Equipe Gordini            | Gordini T16               | Gordini 2,5 L6        | Е | АРГ ДСК  | 500      | БЕЛ Сход | ФРА 6    | ВЕЛ Сход | ГЕР 10   | ШВА Сход | ИТА Сход | ИСП Сход |          |          | 26    | 1⁄7  |
| 1955  |                           |                           |                       |   | АРГ      | МОН      | 500      | БЕЛ      | НИД      | ВЕЛ      | ИТА      |          |          |          |          | 9     | 6    |
| 1955  | Officine Alfieri Maserati | Maserati 250F Streamlined | Maserati 250F 2,5 L6  | Е |          |          |          |          |          |          | 4        |          |          |          |          | 9     | 6    |
| 1955  | Officine Alfieri Maserati | Maserati 250F             | Maserati 250F 2,5 L6  | Е | Сход     | 3        | Сход     | 6        | Сход     |          |          |          |          |          |          | 9     | 6    |
| 1955  | Officine Alfieri Maserati | Maserati 250F             | Maserati 250F 2,5 L6  | P | Сход     | Сход     | 5        |          |          |          |          |          |          |          |          | 9     | 6    |
| 1955  | Officine Alfieri Maserati | Maserati 250F             | Maserati 250F 2,5 L6  | P | 6        | Сход     | 5        |          |          |          |          |          |          |          |          | 9     | 6    |
| 1956  |                           |                           |                       |   | АРГ      | МОН      | 500      | БЕЛ      | ФРА      | ВЕЛ      | ГЕР      | ИТА      |          |          |          | 4     | 22   |
| 1956  | Officine Alfieri Maserati | Maserati 250F             | Maserati 250F 2,5 L6  | P | 2        | 3        |          | 7        | 3        | 3        | 3        | Сход     |          |          |          | 4     | 22   |
| 1956  | Officine Alfieri Maserati | Maserati 250F             | Maserati 250F 2,5 L6  | P | 2        | 3        | Сход     | 7        | 3        | 3        | 3        |          |          |          |          | 4     | 22   |
| 1957  | Officine Alfieri Maserati | Maserati 250F             | Maserati 250F 2,5 L6  | P | АРГ 2    | МОН      | 500      | ФРА 6    | ВЕЛ Сход | ГЕР 6    | ПЕС Сход |          |          |          |          | 11    | 6    |
| 1957  | Officine Alfieri Maserati | Maserati 250F             | Maserati 250F 2,5 V12 | P |          |          |          |          |          |          |          | ИТА Сход |          |          |          | 11    | 6    |
| 1958  | Частная заявка            | Maserati 250F             | Maserati 250F 2,5 L6  | P | АРГ 5    |          |          |          |          |          |          |          |          |          |          | 11    | 9    |
| 1958  | Owen Racing Organisation  | BRM P25                   | BRM P25 2,5 L4        | D |          | МОН Сход | НИД 3    | 500      | БЕЛ Сход | ФРА Сход | ВЕЛ Сход | ГЕР Сход | ПОР 4    | ИТА Сход | МАР Сход | 11    | 9    |
| 1959  | Scuderia Ferrari          | Ferrari 256               | Ferrari 155 2,4 V6    | D | МОН Сход | 500      | НИД 5    | ФРА Сход | ВЕЛ      |          |          |          |          |          |          | 17    | 2    |
| 1959  | Частная заявка            | Behra Porsche             | Porsche 547/3 1,5 B4  | D |          |          |          |          |          | ГЕР НС   | ПОР      | ИТА      | США      |          |          | 17    | 2    |